# Flämische Parlamentswahl 2024
Die Flämische Parlamentswahl 2024 fand am 9. Juni 2024 statt. Gewählt wurde das Flämische Parlament, das die Volksvertretung sowohl der belgischen Region Flandern als auch der Flämischen Gemeinschaft ist. Gleichzeitig fanden in Flandern auch die Europawahl und die nationale Parlamentswahl statt. Die Wahl endete mit Hinzugewinnen des flämisch-nationalistischen Vlaams Belang sowie der Linksparteien Vooruit und PVDA. Die flämischen Liberalen (Open VLD), Christdemokraten (CD&V) und Grünen (Groen) verloren an Stimmen.
- PVDA: 9
- Groen: 9
- sp.a: 18
- TFA: 1
- VLD: 9
- CD&V: 16
- N-VA: 31
- VB: 31

## Vorgeschichte
Die letzte Wahl des flämischen Parlaments fand am 26. Mai 2019 statt. Eindeutiger Wahlgewinner war damals der rechtspopulistische Vlaams Belang (VB), dem unter seinem neuen Vorsitzenden Tom Van Grieken ein bemerkenswerter Wiederaufstieg in der Wählergunst gelungen war. Der VB wurde mit 18,9 Prozent der Stimmen und 23 von 124 Sitzen zweitstärkste Partei im flämischen Parlament. Stärkste Partei wurde die Neu-Flämische Allianz N-VA, eine ebenfalls flämisch-nationalistische, aber gemäßigtere Partei, die auf 24,8 % der Wählerstimmen und 35 Parlamentssitze kam. Im linken Parteienspektrum verzeichneten die Sozialdemokraten (sp.a) Verluste und die Grünen (Groen) sowie die Kommunisten (PVDA) Gewinne. Der Gesamtstimmenanteil linker Parteien blieb mit etwa 26 Prozent ungefähr konstant. Nach der Wahl wurde die Koalition aus N-VA, Christdemokraten (CD&V) und Liberalen (Open Vld) fortgesetzt. Jan Jambon (N-VA) wurde neuer Ministerpräsident.
Wirtschaftspolitisch verfolgte die Regierung Jambon eine Politik der Haushaltskonsolidierung mit dem erklärten Ziel, bis 2027 einen ausgeglichenen Landeshaushalt vorzulegen.
Im November 2023 erklärte Jan Jambon seine Absicht, erneut für das Amt des flämischen Ministerpräsidenten zu kandidieren. Nach Umfragen wenige Monate vor der Wahl war für die Wähler in Flandern das Einwanderung das wichtigste Anliegen, gefolgt von der wirtschaftlichen Lage. In Meinungsumfragen zeigte sich während der gesamten Legislaturperiode ein deutlicher Popularitätszuwachs des Vlaams Belang. Der N-VA-Vorsitzende Bart De Wever koppelte im Februar 2024 die Bildung der neuen flämischen Regierung nach der Wahl an die Regierungsbildung auf nationaler Ebene und schloss für den Fall, dass erneut eine Föderalregierung gebildet wird, die keine Mehrheit unter den flämischen Abgeordneten hat, eine Koalition mit dem Vlaams Belang auf flämischer Ebene nicht aus. Damit würde zum ersten Mal der seit den 1990er-Jahren bestehende Cordon sanitaire um den Vlaams Belang, der von den übrigen Parteien bisher als nicht koalitionsfähig betrachtet wird, durchbrochen. Andererseits warnte de Wever auch vor einer Wahl des Vlaams Belang. Er verstehe zwar die Botschaft, die diese Wähler sendeten, aber Stimmen für den VB seien verlorene Stimmen und führten letztlich zu „Vivaldi 2“, d. h. einer Neuauflage der bisherigen Koalition aus Liberalen, Sozialisten, Christdemokraten und Grünen auf nationaler Ebene.

## Wahlsystem

Wahlkreise und zu wählende Abgeordnete

Von den 124 Abgeordneten werden 118 in Flandern und sechs in der Region Brüssel-Hauptstadt gewählt. Die fünf Provinzen bilden die Wahlkreise innerhalb der Region Flandern:
- Provinz Westflandern 21 Sitze (einer weniger als bei der vorigen Wahl)
- Provinz Ostflandern 27 Sitze
- Provinz Antwerpen 33 Sitze
- Provinz Limburg 16 Sitze
- Provinz Flämisch-Brabant 21 Sitze (einer mehr als bei der vorigen Wahl)

Die sechs Brüsseler Abgeordneten werden von denjenigen Wählern gewählt, die bei der gleichzeitigen Wahl des Parlaments der Region Brüssel-Hauptstadt für eine niederländischsprachige Liste oder blanko stimmen.
Jeder Wähler kann eine Liste wählen, indem er entweder die Liste als ganze wählt oder innerhalb einer Liste beliebig vielen Bewerbern jeweils eine Präferenzstimme gibt. Die Sitze werden innerhalb der Wahlkreise nach dem D’Hondt-Verfahren proportional auf die Listen verteilt, auf die mindestens fünf Prozent der gültigen Stimmen im Wahlkreis entfallen.
Die Wahllokale waren von 8 Uhr bis 14 Uhr (bei traditioneller Stimmabgabe) bzw. 16 Uhr (bei elektronischer Stimmabgabe) geöffnet.

## Parteien
Die teilnehmenden Parteien entsprachen im Wesentlichen denen bei der gleichzeitigen Wahl der Abgeordnetenkammer. Eine Besonderheit war die UF als Liste der frankophonen Bevölkerung im Brüsseler Umland, die 2019 erstmals keinen Sitz erringen konnte. Insgesamt traten 15 Parteien an. Überall kandidieren die sieben Parteien, die bei der vorigen Wahl Sitze errangen, und die von der aus Open VLD ausgetretenen Abgeordneten Els Ampe gegründete Partei Voor U („Für Sie“). Nur in Brüssel kandidierte eine Liste von Fouad Ahidar, Abgeordneter des Brüsseler Parlaments, der nach einem Konflikt wegen seinen Aussagen zum Hamas-Angriff auf Israel aus Vooruit ausgetreten war.

## Ergebnis

Stimmenstärkste Parteien nach Gemeinden

Gewählte Abgeordnete nach Parteien in den Wahlkreisen

### Gesamtergebnis
| Partei             | Partei               | Stimmen   | Stimmen  | Stimmen | Sitze | Sitze   | Sitze |
| Partei             | Partei               | Zahl      | in %     | +/-     | Zahl  | in %    | +/-   |
| ------------------ | -------------------- | --------- | -------- | ------- | ----- | ------- | ----- |
|                    | N-VA                 | 1.045.950 | 23,88 %  | ▼0,94 % | 31    | 25,0 %  | ▼4    |
|                    | Vlaams Belang        | 992.504   | 22,66 %  | ▲4,17 % | 31    | 25,0 %  | ▲8    |
|                    | Vooruit              | 606.406   | 13,85 %  | ▲3,71 % | 18    | 14,5 %  | ▲5    |
|                    | cd&v                 | 571.137   | 13,04 %  | ▼2,36 % | 16    | 12,9 %  | ▼3    |
|                    | Open Vld             | 364.609   | 8,33 %   | ▼4,81 % | 9     | 7,3 %   | ▼7    |
|                    | PTB/PVDA             | 364.070   | 8,31 %   | ▲2,99 % | 9     | 7,3 %   | ▲5    |
|                    | Groen                | 319.396   | 7,29 %   | ▼2,82 % | 9     | 7,3 %   | ▼5    |
|                    | Voor U               | 45.196    | 1,03 %   | (neu)   | 0     | 0,0 %   | (neu) |
|                    | UF                   | 20.452    | 0,47 %   | ▼0,21 % | 0     | 0,0 %   | ▬     |
|                    | Team Fouad Ahidar    | 14.187    | 0,32 %   | (neu)   | 1     | 0,8 %   | (neu) |
|                    | BBB                  | 13.033    | 0,30 %   | (neu)   | 0     | 0,0 %   | (neu) |
|                    | DierAnimal           | 8.485     | 0,19 %   | ▼0,68 % | 0     | 0,0 %   | ▬     |
|                    | Volt België          | 7.678     | 0,18 %   | (neu)   | 0     | 0,0 %   | (neu) |
|                    | Partij voor de Bomen | 3.771     | 0,09 %   | (neu)   | 0     | 0,0 %   | (neu) |
|                    | L99                  | 2.566     | 0,06 %   | (neu)   | 0     | 0,0 %   | (neu) |
| Gültige Stimmen    | Gültige Stimmen      | 4.379.440 | 95,30 %  |         |       |         |       |
| Ungültige Stimmen  | Ungültige Stimmen    | 216.121   | 4,70 %   |         |       |         |       |
| Abgegebene Stimmen | Abgegebene Stimmen   | 4.595.561 | 100,00 % | —       | 124   | 100,0 % | ▬     |

### Ergebnisse nach Wahlkreisen/Provinzen
|                   | Westflandern | Westflandern | Ostflandern | Ostflandern | Antwerpen | Antwerpen | Limburg | Limburg | Flämisch- Brabant | Flämisch- Brabant | Flandern insgesamt | Flandern insgesamt | Brüssel | Brüssel | Insgesamt | Insgesamt |
| 2019              | 2024         | 2019         | 2024        | 2019        | 2024      | 2019      | 2024    | 2019    | 2024              | 2019              | 2024               | 2019               | 2024    | 2019    | 2024      |           |
| ----------------- | ------------ | ------------ | ----------- | ----------- | --------- | --------- | ------- | ------- | ----------------- | ----------------- | ------------------ | ------------------ | ------- | ------- | --------- | --------- |
| Wahlbeteiligung   | 90,5         | 91,7         | 91,0        | 92,2        | 89,9      | 91,2      | 91,2    | 92,5    | 90,4              | 91,4              | 90,5               | 91,7               |         |         |           |           |
| ungültig (%)      | 4,9          | 4,8          | 4,9         | 4,2         | 3,9       | 4,0       | 6,0     | 5,1     | 5,0               | 5,2               | 4,8                | 4,6                | 14,6    | 10,9    | 5,0       | 4,7       |
|                   |              |              |             |             |           |           |         |         |                   |                   |                    |                    |         |         |           |           |
| N-VA              | 19,7         | 21,8         | 22,2        | 22,2        | 31,8      | 28,0      | 22,0    | 23,9    | 25,8              | 23,3              | 24,9               | 24,1               | 19,0    | 11,7    | 24,9      | 23,9      |
| Vlaams Belang     | 20,2         | 25,5         | 20,6        | 23,3        | 18,5      | 23,1      | 20,2    | 24,9    | 13,3              | 17,5              | 18,7               | 22,9               | 8,5     | 10,7    | 18,5      | 22,7      |
| Vooruit           | 12,2         | 14,8         | 10,3        | 16,4        | 7,9       | 12,1      | 13,5    | 12,7    | 9,5               | 13,3              | 10,3               | 13,9               | 13,4    | 10,7    | 10,3      | 13,8      |
| CD&V              | 23,5         | 17,9         | 13,5        | 11,4        | 11,4      | 10,2      | 19,2    | 16,3    | 13,0              | 12,5              | 15,5               | 13,2               | 8,4     | 6,4     | 15,4      | 13,0      |
| Open Vld          | 12,3         | 7,5          | 15,8        | 9,7         | 10,2      | 5,9       | 11,9    | 6,7     | 15,6              | 12,2              | 13,1               | 8,3                | 16,3    | 10,7    | 13,1      | 8,3       |
| PVDA              | 3,4          | 5,3          | 5,5         | 7,7         | 6,7       | 10,9      | 5,7     | 8,8     | 4,6               | 8,1               | 5,3                | 8,3                | 6,4     | 8,1     | 5,3       | 8,3       |
| Groen             | 7,1          | 5,7          | 10,5        | 7,9         | 11,2      | 7,6       | 6,7     | 4,7     | 12,2              | 8,1               | 9,8                | 7,0                | 28,0    | 22,7    | 10,1      | 7,3       |
| Voor U            | –            | 1,2          | –           | 0,9         | –         | 0,8       | –       | 1,3     | –                 | 1,2               | –                  | 1,0                | –       | 1,2     | –         | 1,0       |
| UF                | –            | –            | –           | –           | –         | –         | –       | –       | 4,1               | 2,8               | 0,7                | 0,5                | –       | –       | 0,7       | 0,5       |
| Team Fouad Ahidar | –            | –            | –           | –           | –         | –         | –       | –       | –                 | –                 | –                  | –                  | –       | 18,0    | –         | 0,3       |
| Sonstige          | 1,6          | 0,3          | 1,5         | 0,5         | 2,3       | 1,5       | 0,8     | 0,6     | 1,9               | 1,0               | 1,7                | 0,8                | –       | –       | 1,7       | 0,8       |

### Gewonnene Sitze nach Wahlkreisen/Provinzen
|                   | Westflandern | Westflandern | Ostflandern | Ostflandern | Antwerpen | Antwerpen | Limburg | Limburg | Flämisch- Brabant | Flämisch- Brabant | Flandern insgesamt | Flandern insgesamt | Brüssel | Brüssel | Insgesamt | Insgesamt |
| 2019              | 2024         | 2019         | 2024        | 2019        | 2024      | 2019      | 2024    | 2019    | 2024              | 2019              | 2024               | 2019               | 2024    | 2019    | 2024      |           |
| ----------------- | ------------ | ------------ | ----------- | ----------- | --------- | --------- | ------- | ------- | ----------------- | ----------------- | ------------------ | ------------------ | ------- | ------- | --------- | --------- |
| N-VA              | 5            | 5            | 6           | 6           | 12        | 10        | 4       | 4       | 6                 | 5                 | 33                 | 30                 | 2       | 1       | 35        | 31        |
| Vlaams Belang     | 5            | 6            | 6           | 7           | 6         | 8         | 3       | 5       | 3                 | 4                 | 23                 | 30                 | 0       | 1       | 23        | 31        |
| Vooruit           | 3            | 3            | 3           | 5           | 2         | 4         | 2       | 2       | 2                 | 3                 | 12                 | 17                 | 1       | 1       | 13        | 18        |
| CD&V              | 5            | 4            | 4           | 3           | 4         | 3         | 3       | 3       | 3                 | 3                 | 19                 | 16                 | 0       | 0       | 19        | 16        |
| Open Vld          | 3            | 1            | 4           | 2           | 3         | 2         | 2       | 1       | 3                 | 3                 | 15                 | 9                  | 1       | 0       | 16        | 9         |
| PVDA              | 0            | 1            | 1           | 2           | 2         | 4         | 1       | 1       | 0                 | 1                 | 4                  | 9                  | 0       | 0       | 4         | 9         |
| Groen             | 1            | 1            | 3           | 2           | 4         | 2         | 1       | 0       | 3                 | 2                 | 12                 | 7                  | 2       | 2       | 14        | 9         |
| Team Fouad Ahidar | –            | –            | –           | –           | –         | –         | –       | –       | –                 | –                 | –                  | –                  | –       | 1       | –         | 1         |
| Insgesamt         | 22           | 21           | 27          | 27          | 33        | 33        | 16      | 16      | 20                | 21                | 118                | 118                | 6       | 6       | 124       | 124       |

### Wähler nach Wahlkreisen/Provinzen
|                      | West- flandern | Ost- flandern | Antwerpen | Limburg | Flämisch- Brabant | Flandern insgesamt | Brüssel | Insgesamt |
| -------------------- | -------------- | ------------- | --------- | ------- | ----------------- | ------------------ | ------- | --------- |
| Wahlberechtigte      | 934.481        | 1.158.957     | 1.334.823 | 647.996 | 837.461           | 4.913.718          |         |           |
| Wähler               | 856.707        | 1.068.365     | 1.216.780 | 599.640 | 765.408           | 4.506.900          | 88.661  | 4.595.561 |
| Gültige Stimmen      | 815.178        | 1.022.996     | 1.167.826 | 568.913 | 725.565           | 4.300.478          | 78.962  | 4.379.440 |
|                      |                |               |           |         |                   |                    |         |           |
| N-VA                 | 177.789        | 227.043       | 327.349   | 135.747 | 168.814           | 1.036.742          | 9.208   | 1.045.950 |
| Vlaams Belang        | 207.902        | 238.108       | 269.402   | 141.912 | 126.749           | 984.073            | 8.431   | 992.504   |
| Vooruit              | 120.690        | 167.488       | 141.450   | 72.166  | 96.154            | 597.948            | 8.458   | 606.406   |
| CD&V                 | 146.291        | 117.056       | 119.014   | 92.984  | 90.776            | 566.121            | 5.016   | 571.137   |
| Open Vld             | 61.046         | 99.395        | 69.126    | 38.185  | 88.439            | 356.191            | 8.418   | 364.609   |
| PVDA                 | 43.162         | 78.788        | 126.899   | 50.183  | 58.670            | 357.702            | 6.368   | 364.070   |
| Groen                | 46.179         | 81.074        | 88.424    | 26.779  | 59.004            | 301.460            | 17.936  | 319.396   |
| Voor U               | 9.553          | 9.078         | 9.219     | 7.338   | 9.068             | 44.256             | 940     | 45.196    |
| UF                   | –              | –             | –         | –       | 20.452            | 20.452             | –       | 20.452    |
| Team Fouad Ahidar    | –              | –             | –         | –       | –                 | –                  | 14.187  | 14.187    |
| BBB                  | –              | 4.966         | 4.448     | 3.619   | –                 | 13.033             | –       | 13.033    |
| DierAnimal           | –              | –             | 8.485     | –       | –                 | 8.485              | –       | 8.485     |
| Volt                 | –              | –             | 4.010     | –       | 3.668             | 7.678              | –       | 7.678     |
| Partij voor de Bomen | –              | –             | –         | –       | 3.771             | 3.771              | –       | 3.771     |
| L99                  | 2.566          | –             | –         | –       | –                 | 2.566              | –       | 2.566     |

## Fehler bei der Wahldurchführung
Nach der Wahl wurde deutlich, dass es Fehler bei der Ausgabe von Chipkarten an die Wähler gegeben hatte. In mindestens 2.171 Fällen waren in der Brüsseler Region und in Flandern falsche Chipkarten ausgegeben worden, was dazu führte, dass diese Wähler prinzipiell mehr Stimmrechte hatten, als eigentlich zulässig. Konkret waren Bürger aus dem EU-Ausland und Belgier im Alter von 16 oder 17 Jahren nur für das Europaparlament wahlberechtigt. Mit den falschen Chips konnten sie aber beispielsweise auch an der belgischen oder flämischen Parlamentswahl teilnehmen. Die Fehler wurden auf menschliche Fehlentscheidungen in den Wahlbüros zurückgeführt. Da beispielsweise in Brüssel vier Wahlen parallel abgehalten wurden, seien die Wahlvorgänge sehr komplex gewesen. Allein im Wahlkreis Brüssel waren mindestens 301 Stimmen falsch abgegeben worden. Eine Wiederholung der Wahl wurde von den zuständigen Wahlleitern abgelehnt. Dies wurde vor allem von Open Vld kritisiert. Im Wahlkreis Brüssel hatte die Partei 8.418 Stimmen erhalten und war damit leer ausgegangen. Vlaams Belang und Vooruit hatten 8.431 bzw. 8.458, d. h. nur 13 bzw. 40 Stimmen mehr erhalten und damit je einen Sitz gewonnen.

## Regierungsbildung
Am 3. Juli 2024 konstituierte sich das neu gewählte Parlament und die Abgeordneten leisteten ihren Amtseid. Liesbeth Homans (N-VA) wurde erneut zur Vorsitzenden des Hauses gewählt. Der NV-A-Politiker Matthias Diependaele nahm Verhandlungen mit den flämischen Christdemokraten (CD&V) und Sozialisten (Vooruit) zur Bildung einer Koalitionsregierung auf.
Am 28. September 2024 wurde zwischen den Parteien N-VA, Vooruit und CD&V eine prinzipielle Einigung über ein Koalitionsabkommen erzielt. Am 30. September 2024 wurde das Kabinett des designierten Ministerpräsident Matthias Diependaele vereidigt.